# Arthur Holly Compton
Arthur Holly Compton (Wooster, 10 september 1892 – Berkeley, 15 maart 1962) was een Amerikaans natuurkundige en winnaar van de Nobelprijs voor Natuurkunde in 1927 voor zijn ontdekking van het naar hem genoemde Compton-effect. Compton moest de prijs delen met Charles Thomson Rees Wilson, de uitvinder van het nevelvat. Het Compton-effect overtuigde de natuurkundige wereld van het deeltjeskarakter van licht en was daarom van groot belang in de geschiedenis van de kwantummechanica. Tijdens de Tweede Wereldoorlog had Compton de leiding over de productie van plutonium voor kernwapens, een onderdeel van het Manhattanproject.

## Opleiding
Na de middelbare school studeerde Arthur Compton eerst aan het lokale college in Wooster, waar hij in 1913 als bachelor afstudeerde. In datzelfde jaar bedacht hij een methode om de rotatie van de aarde te demonstreren. Compton zette zijn studie voort in Princeton, waar hij in 1914 zijn Masterdiploma en twee jaar later zijn doctoraat in de natuurkunde behaalde met een studie naar de verstrooiing van röntgenstraling aan kristallen.

## Wetenschappelijke loopbaan
Na een jaar lang onderwijs gegeven te hebben aan de universiteit van Minnesota, kreeg Compton een baan als ingenieur bij de Westinghouse Lamp Company in Pittsburgh. Daar bleef hij tot hij in 1919 onderzoeker werd aan de universiteit van Cambridge in Engeland. Hier bestudeerde hij de verstrooiing van gammastraling.

### Compton-effect

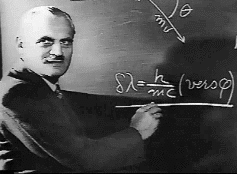
Arthur Holly Compton voor een schoolbord met de formule voor de golflengteverandering δλ door het Comptoneffect. vers φ is 1 - cos φ.

In 1920 werd Compton hoofd van de natuurkundefaculteit van Washington University in Saint Louis (Missouri) en in 1923 verhuisde hij naar de Universiteit van Chicago, waar hij directeur werd van de natuurkunde faculteit. Daar zette hij zijn werk aan de verstrooiing van röntgenstraling voort, met name zijn studie van het naar hem genoemde Compton-effect. Hij liet een röntgenstraal op een blok grafiet vallen. Een deel van de straal ging rechtdoor, een deel boog af onder verschillende hoeken. Deze verstrooide straling had een frequentie gekregen die lager was naarmate de vestrooiingshoek groter was. Dit werk leverde hem in 1927 de Nobelprijs voor de natuurkunde op.
In 1930 ontving hij de Matteucci Medal. Compton bedacht samen met Alfred W. Simon onder andere een methode om gelijktijdig het verstrooide foton en het geraakte en uitgestoten elektron waar te nemen. In Duitsland ontwikkelden Walther Bothe en Hans Geiger onafhankelijk van Compton een vergelijkbare methode. Bij de waarneming van de elektronen was het door Wilson (met wie Compton de Nobelprijs deelde) uitgevonden nevelvat van essentieel belang.

### Kosmische straling
Na zijn Nobelprijs wijdde Compton zich tien jaar lang aan een uitgebreide studie van de geografische variatie in de intensiteit van de kosmische straling, een studie die de resultaten van Jacob Clay (professor aan de Universiteit van Amsterdam) bevestigde en preciseerde: Comptons studie liet zien dat de intensiteit van de straling meer aan de geomagnetische breedtegraad is gerelateerd dan aan de geografische breedtegraad. Dit leidde tot intensieve studie van de invloed van het magnetisch veld van de aarde op de kosmische straling.

### Atoombom
In 1941 werd Compton benoemd tot voorzitter van het Comité ter evaluatie van het gebruik van kernenergie in oorlog van de Amerikaanse nationale academie voor wetenschappen. Zijn onderzoekingen (uitgevoerd in samenwerking met andere bekende fysici als Fermi, Szilárd en Wigner) leidde in december 1942 tot de eerste gecontroleerde kernreactor met uranium. Met behulp van zulke reactoren werd uiteindelijk het plutonium voor de bom geproduceerd die in augustus 1945 de Japanse stad Nagasaki verwoestte.
Het plutoniumproject vond plaats in Chicago. In januari 1942 liet hij alle onderzoeksgroepen die tot dan toe in verschillende laboratoria over het gehele land aan het uraniumproject hadden gewerkt naar Chicago overkomen. De inrichting die door Compton werd geleid kreeg de met opzet misleidende naam Metallurgisch Laboratorium. Compton had ook verder veel invloed op het atoomproject (nadat het in de zomer van 1942 door het leger werd overgenomen Manhattanproject genaamd): hij zette al in december 1941 een tijdschema op voor de productie van de bom, benoemde in 1942 Robert Oppenheimer op zijn positie als hoofd van de theoretische tak van het project en had zelfs invloed op de beslissing tot het daadwerkelijk gebruik van de bom. Hij schreef later een persoonlijk verslag van zijn betrokkenheid bij het project in zijn boek Atomic Quest - a Personal Narrative (1956).
In 1945 keerde Compton terug naar de Washington University in Saint Louis, eerst als chancellor en vanaf 1953 als hoogleraar natuurfilosofie. Ook na zijn pensioen in 1961 bleef hij aan deze universiteit verbonden. Hij stierf in 1962 in Berkeley (Californië).

## Persoonlijk leven en familie
Arthur Compton werd geboren in Wooster (Ohio), als zoon van Elias Compton en Otelia Augspurger Compton. De Comptons waren een academische familie: Arthurs vader was de decaan en professor van het lokale college in Wooster, Arthurs broer Karl Taylor Compton was ook natuurkundige en stond van 1930 tot 1948 aan het hoofd van het Massachusetts Institute of Technology en zijn andere broer Wilson M. Compton was diplomaat en rector van Washington University in St. Louis.
Arthur trouwde in 1916 met Betty Charity McCloskey. Zij kregen twee zonen, Arthur Allen en John Joseph. De eerstgenoemde werd diplomaat en de ander professor in de filosofie aan de Vanderbilt University in Nashville (Tennessee). Comptons hobby's waren tennis, astronomie, fotografie en muziek. Hij ligt begraven in zijn geboorteplaats Wooster.

## Vernoemd
De krater Compton op de maan is genoemd naar Arthur Compton en zijn broer Karl Taylor Compton.
Het Compton Gamma Ray Observatory van de NASA is ook naar hem genoemd.